# Columbella aureola
Columbella aureola är en snäckart som beskrevs av Pierre Louis Duclos 1846. Columbella aureola ingår i släktet Columbella och familjen Columbellidae. Inga underarter finns listade i Catalogue of Life.